# ويليام إف. لوف
ويليام إف. لوف هو سياسي أمريكي، ولد في 29 مارس 1850، وتوفي في 16 أكتوبر 1898. نشط حزبياً في الحزب الديمقراطي. وقد انتخب عضو مجلس ولاية مسيسيبي ‏ وانتخب عضو مجلس النواب الأمريكي ‏.